# José Eusebio Otálora
José Eusebio Otálora, né le 16 septembre 1826 à Fómeque et mort le 8 mai 1885 à Tocaima, est un homme d'État et ancien président des États-Unis de Colombie.